# 藤田直樹
藤田 直樹（ふじた なおき、1949年6月20日 - ）は大阪府出身のアナウンサー。

## 経歴
関西大学卒業後、1973年に日本短波放送（現在の日経ラジオ社、愛称はラジオNIKKEI）へ入社した。入社以来関西支社で勤務し、主に競馬中継を担当し、牝馬路線と短距離路線を中心に数々の大レースを実況した。2001年には、1年間だけ東京本社に異動し、安田記念やジャパンカップを実況した。翌2002年の小倉夏開催から関西支社に復帰した。2005年の第66回菊花賞ではディープインパクトの三冠達成の瞬間を伝えた。
その後、逆流性食道炎からの咽頭炎で喉を悪くしてしまい休養した。2009年6月に定年退職を迎えた。
退職後も競馬中継には出演し、レース後のリポートやディレクター業務を担当していたが、2014年4月末で完全に引退した。

## エピソード
- 趣味のテニスで鍛えられた条件反射の良さは、実況でも大きく生かされた。
- ハンデ戦の実況時、馬名と斤量を一緒に言うときがあった。
- 実況中、レース名や着順を紹介する際には、語尾に「～でございます。」と言うのが常であった。
- 2003年の高松宮記念、安藤勝己がビリーヴで初めて中央GIを勝った時、「安藤勝己、夢にまで見たGI制覇!」と実況した[2]。

## 出演していた番組
- 中央競馬実況中継[1]

## 実況歴

### GIレース
国内
- 高松宮記念（1996年、2003年[2]）
- 桜花賞（1986年 - 1993年、1995年、1996年、1998年 - 2001年、2004年、2005年）
- 天皇賞（春）（1994年、2003年）
- オークス（2002年）
- 安田記念（2001年）
- 宝塚記念（1997年）
- 秋華賞（1996年、1998年、2004年）
- 菊花賞（2002年、2003年、2005年）
- エリザベス女王杯（1985年 - 1993年、1995年、1997年、1999年）
- マイルチャンピオンシップ（1984年、1994年、1996年、2000年、2002年）
- ジャパンカップ（2001年）
- 阪神3歳ステークス・阪神ジュベナイルフィリーズ（? - 1990年、2003年 - 2005年）

海外
- 凱旋門賞（1999年）

### その他
- 京都大賞典（1976年、1977年）
- 阪神牝馬特別（1976年、1977年）